# Anticorps anti-histones
 (décembre 2023).
La mise en forme du texte ne suit pas les recommandations de Wikipédia : il faut le « wikifier ».
Les points d'amélioration suivants sont les cas les plus fréquents. Le détail des points à revoir est peut-être précisé sur la page de discussion.
- Les titres sont pré-formatés par le logiciel. Ils ne sont ni en capitales, ni en gras.
- Le texte ne doit pas être écrit en capitales (les noms de famille non plus), ni en gras, ni en italique, ni en « petit »…
- Le gras n'est utilisé que pour surligner le titre de l'article dans l'introduction, une seule fois.
- L'italique est rarement utilisé : mots en langue étrangère, titres d'œuvres, noms de bateaux, etc.
- Les citations ne sont pas en italique mais en corps de texte normal. Elles sont entourées par des guillemets français : « et ».
- Les listes à puces sont à éviter, des paragraphes rédigés étant largement préférés. Les tableaux sont à réserver à la présentation de données structurées (résultats, etc.).
- Les appels de note de bas de page (petits chiffres en exposant, introduits par l'outil «  Source ») sont à placer entre la fin de phrase et le point final[comme ça].
- Les liens internes (vers d'autres articles de Wikipédia) sont à choisir avec parcimonie. Créez des liens vers des articles approfondissant le sujet. Les termes génériques sans rapport avec le sujet sont à éviter, ainsi que les répétitions de liens vers un même terme.
- Les liens externes sont à placer uniquement dans une section « Liens externes », à la fin de l'article. Ces liens sont à choisir avec parcimonie suivant les règles définies. Si un lien sert de source à l'article, son insertion dans le texte est à faire par les notes de bas de page.
- La présentation des références doit suivre les conventions bibliographiques. Il est recommandé d'utiliser les modèles {{Ouvrage}}, {{Chapitre}}, {{Article}}, {{Lien web}} et/ou {{Bibliographie}}. Le mode d'édition visuel peut mettre en forme automatiquement les références.
- Insérer une infobox (cadre d'informations à droite) n'est pas obligatoire pour parachever la mise en page.

Pour une aide détaillée, merci de consulter Aide:Wikification.
Si vous pensez que ces points ont été résolus, vous pouvez retirer ce bandeau et améliorer la mise en forme d'un autre article.
Les anticorps anti-histones sont un sous-ensemble des auto-anticorps de la famille des anticorps antinucléaires. Ceux-ci ciblent spécifiquement les sous-unités protéiques d'histone ou les complexes d'histone. Ils ont été repérés pour la première fois par Henry Kunkel, HR Holman et HRG Dreicher dans leurs études portant sur les causes cellulaires du lupus érythémateux en 1959-1960,. Aujourd'hui, les anticorps anti-histones sont toujours utilisés en tant que marqueur du lupus érythémateux systématique, mais sont également impliqués dans d'autres maladies auto-immunes comme le syndrome de Sjögren, la dermatomyosite ou la polyarthrite rhumatoïde et peuvent donc éventuellement faciliter leur diagnostic,. Les anticorps anti-histones peuvent être utilisés comme marqueur du lupus d'origine médicamenteuse.

## Spécificité

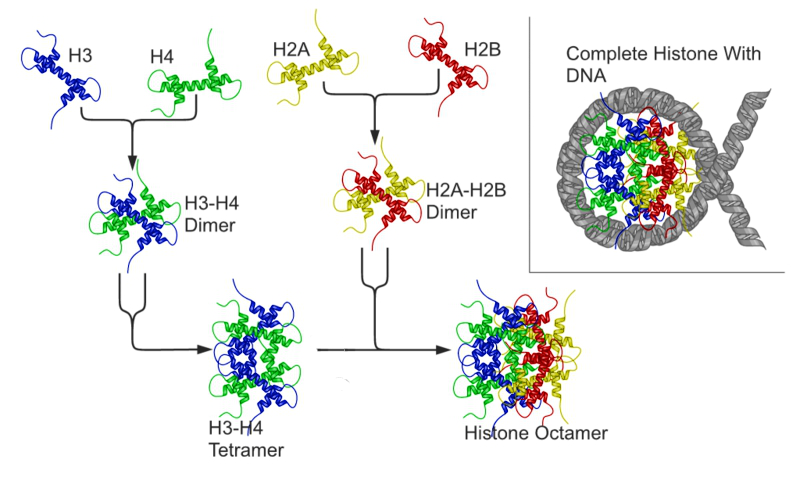
Les histones sont des complexes de protéines autour desquels l’ADN est stocké. Les anticorps anti-histones peuvent cibler le complexe histone ou l’une des sous-unités protéiques présentées ici.

Les anticorps anti-histones ciblent cinq classes principales de sous-unités protéiques d'histone : H1, H2A, H2B, H3 et H4. Les anticorps anti-histones sont divers, ainsi, en plus de cibler les sous-unités protéiques, différents anticorps peuvent également être spécifiques à certains complexes, notamment le dimère H2A-H2B ou le tétramère H3-H4. Il existe des preuves montrant que les anticorps anti-histones IgG et IgM produits à la suite de certaines expositions à des médicaments sont spécifiques aux épitopes de différents complexes d'histone. Il a aussi été démontré que les histones hautement modifiées provoquent une plus grande réponse immunitaire.

## Détection des anticorps
Les anticorps anti-histones peuvent être détectés à l’aide d’un test ELISA. Un échantillon de sang est requis pour celui-ci.
L’immunofluorescence indirecte peut également être utilisée pour détecter les anticorps anti-histones. Une coloration homogène et diffuse indique la présence d'anticorps anti-histones, de chromatine et d'un peu d'ADN double brin.

## Implications de la maladie
Quatre-vingt-seize pour cent des patients atteints de lupus induit par la procaïnamide obtiennent un test positif pour les anticorps anti-histones, et 100 % pour les patients dont le lupus a été induit par la pénicillamine, l'isoniazide ou la méthyldopa. Chez 70 % des patients atteints de polyarthrite rhumatoïde, du syndrome de Felty, du syndrome de Sjögren, de la sclérose systémique et de la cirrhose biliaire primitive, des anticorps anti-histones sont détectés. Des anticorps anti-histones peuvent également être présents chez les patients atteints de la maladie d'Alzheimer et de démence.
Une valeur supérieure à 1,5 unité relativement à un sérum témoin est considérée comme un résultat positif aux anticorps anti-histones pour le test ELISA. Les patients atteints de lupus érythémateux d'origine médicamenteuse ont généralement des tests positifs pour les anticorps anti-histones, mais n'ont pas de signe d'anticorps anti-ADNdb. Les patients atteints de lupus érythémateux systémique idiopathique ont les deux types d'auto-anticorps présents dans leur sang. Ainsi, ce test peut être utile pour distinguer ces deux maladies.